# Багер-зумпф

Ба́гер-зумпф (рос. багер-зумпф, англ. bagger-sump, нім. Baggersumpf) — осаджувальна ємність, резервуар, накопичувач гідросуміші, зумпф землесосного снаряда.
Багер-зумпф (елеваторний класифікатор) у практиці вуглезбагачення застосовується для попереднього зневоднення і відділення шламів із дрібного концентрату і рідше для виділення грубозернистої частини з дрібних продуктів і знешламлювання рядового вугілля. Гранична крупність класифікації становить приблизно 0,5 мм.
Багер-зумпф являє собою залізобетонну ємність, із якої осілий матеріал вивантажується елеватором із перфорованими ковшами (рис.).
Принцип роботи багер-зумпфа заснований на осадженні частинок під дією сили ваги. Однак у багер-зумпфі шлам осаджується разом із відносно крупними зернами концентрату. Вихідне живлення подається безупинно по жолобу в залізобетонний зумпф 1. Завдяки перегородці 2 пульпа в зумпфі змінює напрямок руху і утворює висхідний потік.
Частинки розміром менше граничної крупності виносяться через зливний поріг і потрапляють у злив. Частинки розміром більше граничної крупності осідають і вивантажуються з апарата ковшами елеватора. Ефективність класифікації залежить від продуктивності пристрою і вмісту твердого у вихідній пульпі.
Площа дзеркала багер-зумпфа найчастіше визначається відстанню між колонами будови фабрики (звичайно 6000 х 6000 мм).
Одержання осаду з вологістю 18 — 22% забезпечується довжиною зони зневоднення (довжиною надводної частини елеватора), яка повинна бути не менше 4 м по вертикалі.
Ефективність класифікації залежить від продуктивності класифікатора і вмісту твердого у вихідній пульпі .